# Zahodne Karavanke
Zahodne Karavanke obsegajo zahodni del Karavank. Po Gamsovi pokrajinsko-ekološki členitvi Slovenije spada v Alpsko Slovenijo.
Za razliko od drugih delov Karavank so Zahodne večinoma enotne, saj so le na južnem delu manjše, kratke, a strme grape. Najvišji vrh je Kepa (2139 m).